# Atomic Heart (专辑)
《Atomic Heart》，是日本樂團Mr.Children的第4張專輯。1994年9月1日發行。

## 簡介
前作《Versus》約一年之後發行。是Mr.Children自1993年憑單曲《CROSS ROAD》成名之後的首張原創專輯。收錄了單曲《CROSS ROAD》和《innocent world》。《Love Connection》和《Classmate》後來分別成為單曲《Tomorrow never knows》和《everybody goes -向沒有秩序的現代Drop Kick-》的c/w曲。
製作人小林武史稱這張專輯標誌著Mr.Children的音樂方向性從戀愛路線向精神論的變化。
音樂風格的前衛性和多樣性在這張專輯很明顯。流行抒情、民謠系搖滾、硬式搖滾等風格都在專輯裡體現出來。
專輯首週銷量85萬張，最終銷量高達342.9萬張，刷新了當時的日本專輯最高銷量紀錄，是Mr.Children銷量最高的專輯，日本歷代專輯銷量第12位。是日本僅有的三張初動銷量低於100萬張，最終銷量卻突破300萬張的專輯之一（另外兩張是竹內瑪莉亞的《Impressions》和可苦可樂的《ALL SINGLES BEST》）。前後兩年都成為日本年度專輯銷量前十位，1994年是第3位，1995年是第6位。
獲得第36回日本唱片大賞的最佳專輯賞（即專輯大賞的三強之一）。
《Atomic Heart》的極大成功標誌著的全面爆發，Mr.Children自成名至此不到一年的時間登上了日本樂壇的最頂峰。

## 收錄曲目
1. Printing
2. Dance Dance Dance
3. Love Connection（ラヴ コネクション）
4. innocent world
5. Classmate（クラスメイト）
6. CROSS ROAD
7. Jealousy（ジェラシー）
8. Asia
9. Rain
10. 雨過天晴（雨のち晴れ）
11. Round About ～孤獨的肖像～（Round About 〜孤独の肖像〜）
12. Over

## 外部連結
- 唱片介紹（页面存档备份，存于） Mr.Children官方網站